# Смајо Феровић
Смаил Смајо Феровић (Гусиње, 1874 — Скопље, 1929) био је трговац, српски комита током ослободилачких ратова

## Биографија
Рођен је Смаил 1874. године у муслиманској породици у Гусињу. Потиче из породице диздара Омерагића из Гусиња, али носи презиме својих ујака - Феровић. Преци су му били Срби православци, који су са доласком Турака исламизовани. Припадао је муслиманској генерацији која се одушевљено залагала за ослобођење свог краја (Плава), и уједињење са Краљевином Србијом. 
Године 1913. ступио је у комитску чету Воје Танкосића. Радило се о "Рудничком одреду" под командом војводе Танкосића, који је је формиран на Бановом брду у Београду. Претходно се за комиту обучавао у четничкој школи у Прокупљу. Истакао се током рата Смајо јунаштвом у више бојева и стекао чин наредника. Био је рањен у окршају са непријатељем код Горњег Милановца. И пре те године Феровић је помагао српској ствари у Јужној Србији. Од 1909. године са Танкосићем и Пунишом Рачићем је повремено прелазио у Албанију. А од 1912. године непрекидно је са албанским поглаварима припремао терен за ослобађање Јужне Србије. Био је нарочито близак са чувеним арбанашким вођом Исом Бољетинцом. Успео је као муслиман да привуче тамошње муслимане, да помогну приликом надирања српске војске. Његова браћа у Косовској Митровици учинила су велику услугу државнику Николи Пашићу, чувајући му ствари за време окупације. Прешао је са српском војском преко Албаније, приликом њеног повлачења. Сматра се да је велика Феровићева заслуга, за релативно мирни прелаз албанских планина, уз непротивљење албанске власти. Његово име се повезује и са Солунским процесом из 1917. године, када је извршен судски обрачун са завереничком "Црном руком". За своје велике заслуге Смајо је одликован са више ордена, међу којима са Карађорђевом звездом, као и златном и сребрном медаљом за храброст. Народна скупштина Краљевине СХС му је признала статус националног радника.
За време нове југословенске краљевине, Феровић је живео у Скопљу. Словио се за "трговца рентијера и богаташа", који се бавио извозом. По политичком уверењу био је радикал, а деловао је увек против Џемијета. Био је припадник Удружења четника "Петар Мркоњић" у Скопљу. Познат је лични сукоб и свађа између Смаје Феровића и Ђани-бега Алиловића, такође богатог Скопљанца. Њихов неспоразум је довео до рањавања револвером у скопској кафани "Македонија", и смрти Ђани-беговој, фебруара 1928. године. Настрадао је и сам у атентату изведеном јуна следеће 1929. године у Скопљу, где је и сахрањен.